# Státní okresní archiv Rokycany
Státní okresní archiv Rokycany, zkráceně SOkA Rokycany, je okresní archiv spadající pod Státní oblastní archiv v Plzni. Městský archiv v Rokycanech je poprvé zmiňován k roku 1675, moderní státní okresní archiv byl založen roku 1954. Státní okresní archiv sídlil v budově děkanství v Rokycanech, s jeho rozšiřováním byly zakládány i depozitáře mimo město. Roku 1990 byly nevhodné prostory vyměněny ze vhodnější budovu bývalých kasáren.
Jendou z rarit archivu je listina z roku 994. Tuto listinu vydal Ota III. Listinou udělil hraběti Reginbaldovi Collaltovi půdu v okolí italského města Treviso, les a jednoho poddaného (resp. otroka). Takzvaných Collaltovských listin je v archivu celkem osm, a to z let 994 až 1549. Do Čech se dostaly pravděpodobně jako kořist legionářů a do Rokycan byly přemístěny roku 1967, kdy je nalezl tehdejší ředitel archivu.